# Nymphoides peltata
Nymphoides peltata là một loài thực vật có hoa trong họ Menyanthaceae. Loài này được (S.G. Gmel.) Kuntze mô tả khoa học đầu tiên năm 1891.